# 鈴木祐真
鈴木 祐真（すずき ゆうま、1991年3月8日 - ）は、日本の俳優。埼玉県出身。大東文化大学第一高等学校卒業、日本大学芸術学部映画学科演技コース卒業。身長180cm。血液型はA型。

## 出演

### テレビドラマ
- NHKスペシャル・ドラマ「焼け跡のホームランボール」（2002年8月11日、NHK） - 主演・修吉役
- 金曜時代劇「人情とどけます〜江戸・娘飛脚〜」（2003年1月 - 3月、NHK） - 平吉役
- 連続テレビ小説「こころ」（2003年3月 - 9月、NHK） - 島田芳雄役
- 貫太ですッ!（2003年6月 - 9月、東海テレビ） - 貫太の少年時代役
- 仮面ライダー響鬼（2005年1月 - 2006年1月、テレビ朝日） - 克典役
- 水曜ミステリー9 弁護士 水木邦夫「残り火」（2014年、テレビ東京）
- 水曜ミステリー9 検事・沢木正夫2「公訴取消し」（2014年、テレビ東京）

### 映画
- 佐賀のがばいばあちゃん（2006年6月3日公開） - 主人公・明広（中学生時代）役

### 舞台
- はしゃぐ茶柱（2011年、作・演出：林邦應）
- 友情〜秋桜のバラード〜（2011年）